# Condado de Marshall (Indiana)
O Condado de Marshall é um dos 92 condados do estado americano de Indiana. A sede do condado é Plymouth, e sua maior cidade é Plymouth. O condado possui uma área de 1 165 km² (dos quais 15 km² estão cobertos por água), uma população de 45 128 habitantes, e uma densidade populacional de 39 hab/km² (segundo o censo nacional de 2000). O condado foi fundado em 1836.